# Frisbie Pie Company

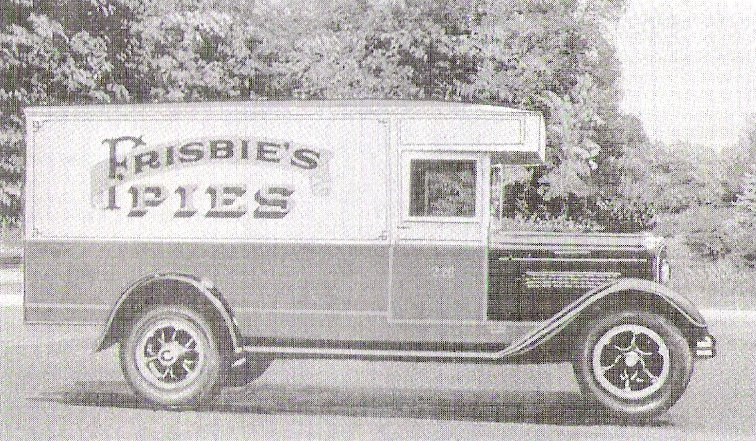
Il furgone delle consegne Frisbie degli anni '20

La Frisbie Pie Company è un'azienda che produce torte, fondata nel 1871 da William Russell Frisbie a Bridgeport, nel Connecticut, quando acquistò e ribattezzò una filiale della Olds Baking Company. L'azienda si trovava in Kossuth Street nell'East Side di Bridgeport.

## Evoluzione dell'utilizzo dei contenitori
È stato reso noto che la Frisbie Pie Company ha fornito torte a molti rivenditori e ristoranti del Connecticut, incluso il campus della Yale University, dove gli studenti "scoprirono" che i piatti per la torta, invertiti, avevano una forma aerodinamica che permetteva loro di essere lanciati in varie traiettorie dalle persone più capaci. Gli scolari lanciavano i piatti e urlavano "Frisbie" in modo da allertare le persone dell'arrivo dei dischi rotanti.
Il gioco che i bambini hanno iniziato si è fatto presto strada ed evoluto nei vicini campus universitari.